# Университет Алгомы
Университет Алгомы (англ. Algoma University) расположен в городе Су-Сент-Мари провинции Онтарио, Канада. В университете на 11 факультетах занимается около 1200 студентов. Около 15 % студентов представляют коренные народы Канады, 10 % студентов из других стран и 70 % студентов представляют регион.
Статус университета получен в 2008 году. С момента основания в 1967 году учебное заведение носило также названия колледж Алгомы и Университетский колледж Алгомы. До получения отдельного статуса являлся филиалом Лаврентийского университета в Садбери.
Университет Алгомы ведёт программу по привлечению студентов, акцентируя внимание на своих небольших размерах.

Кампания университета Алгомы
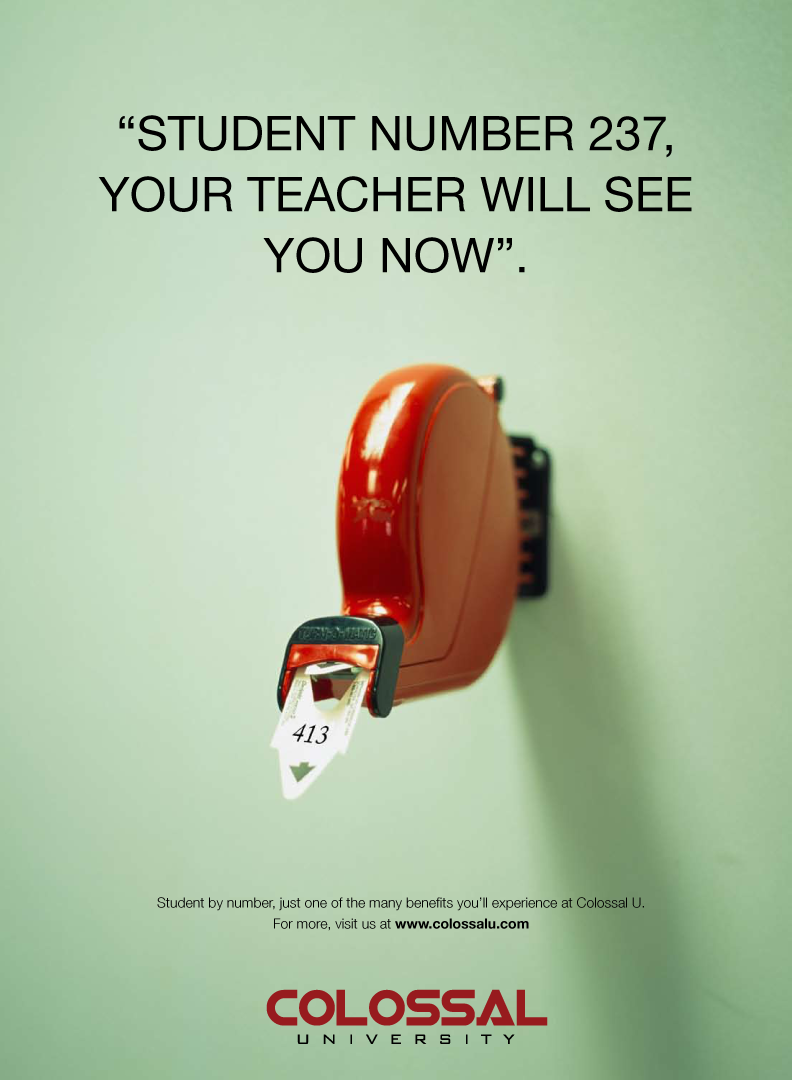
Приглашается к учителю студент под номером 237.
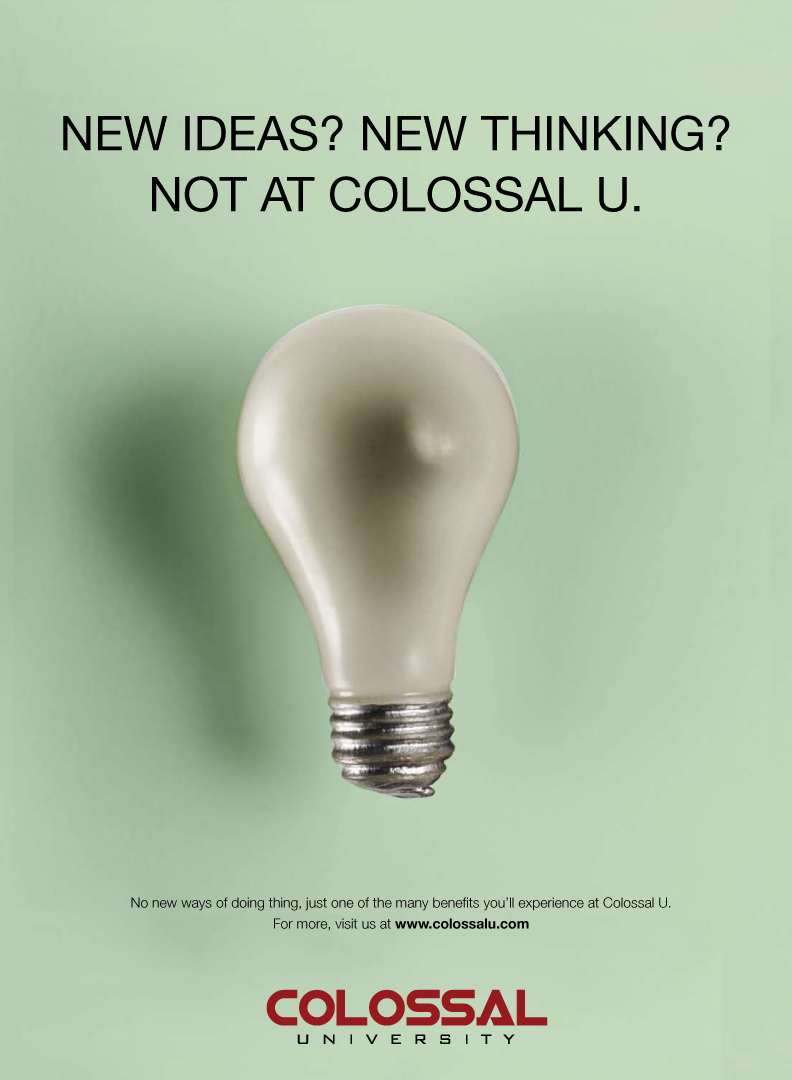
Новые идеи? Новое мышление? Не в колоссальном университете.
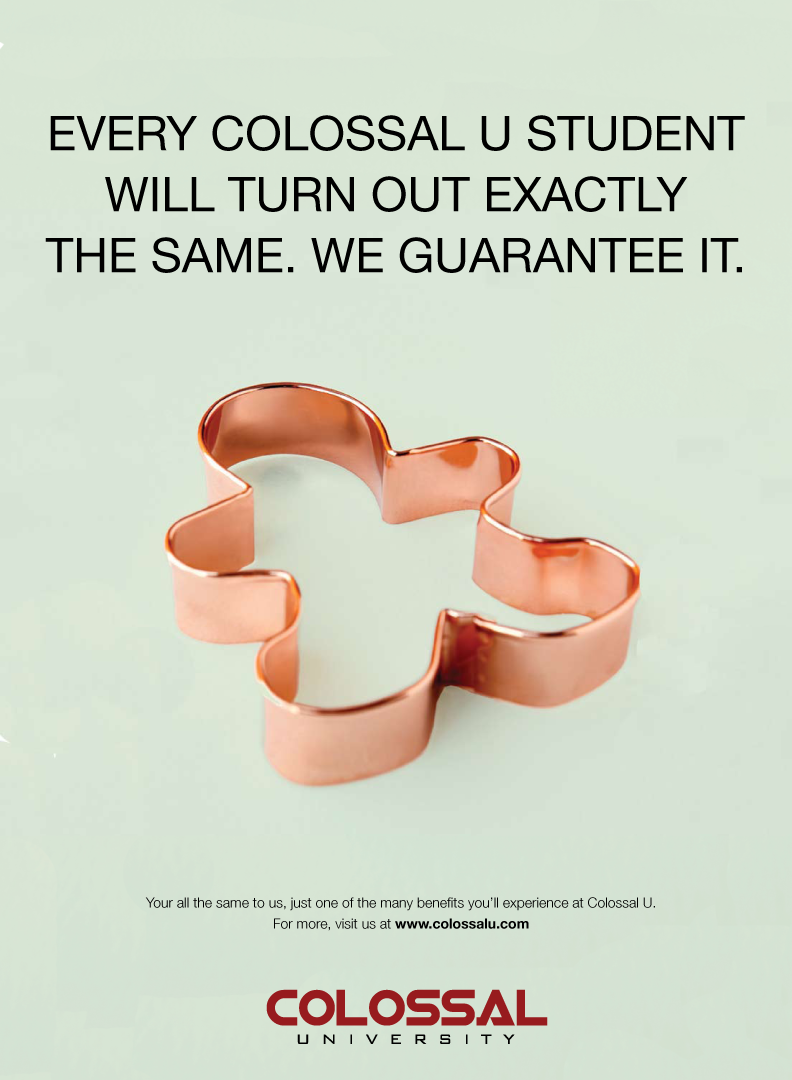
Все студенты колоссального университета станут одинаковыми. Мы гарантируем.